# Els Vader
Els Vader, właśc. Elisabeth Cornelia Vader, po mężu Scharn (ur. 24 września 1959 we Vlissingen, zm. 8 lutego 2021) – holenderska lekkoatletka, sprinterka, medalistka halowych mistrzostw Europy w 1985,  trzykrotna olimpijka.

## Kariera sportowa
Zajęła 5. miejsce w sztafecie 4 × 100 metrów, 6. miejsce w biegu na 200 metrów i odpadła w półfinale biegu na 100 metrów na mistrzostwach Europy juniorów w 1977 w Doniecku.
Odpadła w eliminacjach biegu na 60 metrów na halowych mistrzostwach Europy w 1979 w Wiedniu. Na igrzyskach olimpijskich w 1980 w Moskwie odpadła w półfinale biegu na 20 metrów i eliminacjach biegu na 100 metrów. Zajęła 4. miejsce w biegu na 200 metrów i odpadła w półfinale biegu na 60 metrów na halowych mistrzostwach Europy w 1982 w Mediolanie, a na kolejnych halowych mistrzostwach Europy w 1983 w Budapeszcie ponownie zajęła 4. miejsce w biegu na 200 metrów. Odpadła w ćwierćfinale biegu na 100 metrów na mistrzostwach świata w 1983 w Helsinkach. Na halowych mistrzostwach Europy w 1984 w Göteborgu nie ukończyła finałowego biegu na 60 metrów, a w biegu na 200 metrów awansowała do finału, lecz w nim, nie wystąpiła. Odpadła w półfinale biegu na 200 metrów i ćwierćfinale biegu na 100 metrów na igrzyskach olimpijskich w 1984 w Los Angeles.
Zdobyła brązowy medal w biegu na 200 metrów, przegrywając jedynie z reprezentantkami Niemieckiej Republiki Demokratycznej Maritą Koch i Kirsten Emmelmann, a także zajęła 5. miejsce w biegu na 60 metrów na halowych mistrzostwach Europy w 1985 w Pireusie. Na mistrzostwach Europy w 1986 w Stuttgarcie zajęła 7. miejsce w sztafecie 4 × 100 metrów i odpadła w półfinale biegu na 100 metrów. Zajęła 4. miejsce w biegu na 60 metrów na halowych mistrzostwach Europy w 1987 w Liévin, zaś na halowych mistrzostwach świata w 1987 w Indianapolis zajęła 6. miejsce w biegu na 60 metrów i odpadła w półfinale biegu na 200 metrów.
Odpadła w półfinale biegu na 60 metrów na halowych mistrzostwach Europy w 1988 w Budapeszcie, a w biegu na 200 metrów awansowała do półfinału, lecz w nim nie wystąpiła. Na swych trzecich igrzyskach olimpijskich w 1988 w Seulu odpadła w półfinale sztafety 4 × 100 metrów i ćwierćfinale biegu na 100 metrów.
Była mistrzynią Holandii w biegu na 100 metrów w latach 1979–1982 i 1984 oraz w biegu na 200 metrów w latach 1979–1982, 1984, 1986 i 1988 a także halową mistrzynią w biegu na 60 metrów latach 1979–1982, 1984 i 1985 oraz w biegu na 200 metrów w 1982, 1984, 1985, 1987 i 1988.
Była dwukrotnie rekordzistką Holandii w biegu na 100 metrów do czasu 11,25 s, uzyskanego 28 sierpnia 1981 w Brukseli oraz trzykrotnie w biegu na 200 metrów do czasu 22,81 s, osiągniętego 2 sierpnia 1981 w Pescarze.
Rekordy życiowe Vader:
- bieg na 100 metrów – 11,17 s (14 czerwca 1986, Barcelona)
- bieg na 200 metrów – 22,81 s (2 sierpnia 1981, Pescara)
- bieg na 400 metrów – 52,78 s (8 czerwca 1986, Breda)
- bieg na 50 metrów (hala) – 6,21 s (19 stycznia 1985, Zwolle)
- bieg na 60 metrów (hala) – 7,11 s (22 lutego 1987, Liévin)
- bieg na 200 metrów (hala) – 23,34 s (14 lutego 1988, Liévin)

Mężem Els Vader był Haico Scharn (1945–2021), który był biegaczem średniodystansowym, olimpijczykiem z 1972. Zmarł 4 miesiące po niej.